# Maria Josefa av Sachsen (1867–1944)
Maria Josepha av Sachsen, född 31 maj 1867 i Dresden, död 28 maj 1944 på Schloss Wildenwart i Bayern, var ärkehertiginna av Österrike-Ungern; gift 1886 i Dresden med ärkehertig Otto av Österrike. Dotter till kung Georg av Sachsen och Maria Anna av Portugal. Hon var mor till kejsar Karl I av Österrike.
Maria Josepha levde i ett mycket olyckligt äktenskap och tröstade sig för makens konstanta otrohet med religion. Paret bodde i Palais Augarten i Wien. Hennes makes farbror kejsar Frans Josef tyckte synd om henne, och med tanken att hon borde ha rätt att göra samma sak som sin make presenterade han henne för skådespelaren Otto Tressler, med vilken hon inledde ett förhållande. Tressler besökte henne ofta i hennes hem och passerade ibland maken och hans vänner vid dörren. Relationen varade fram till makens död 1906, då hon avbröt den på grund av vad som ansågs passande för en änka. 
Under första världskriget inrättades ett sjukhus i hennes palats. Hennes son blev tronföljare 1914 och besteg tronen 1916. Vid kejsardömets fall följde hon den före detta kejsarfamiljen i exil till 1921, då hon valde att bosätta sig i Tyskland. Hon avled på slottet Wildenwart nära Erlangen i Bayern.